# Västra Finlands militärlän
Västra Finlands militärlän (finska: Länsi-Suomen sotilaslääni) var ett av fyra arméledda militärlän inom Finlands försvarsmakt. Militärlänet hade sitt säte och stab i Tavastehus och var vidare indelat i sju regionalbyråer.

## Historik
På grund av den omorganisation som Försvarsmakten gjorde under åren 2012 och 2015, kom samtliga militärlän att avvecklas. Militärlänen utgick från och med den 1 januari 2015, då den nya organisationsstrukturen i Försvarsmakten trädde i kraft. De ingående förbanden underställdes direkt under arméstaben. Och regionalbyråerna underställdes truppförbanden.

## Regionalbyråer
- Egentliga Tavastlands Regionalbyrå, Tavastehus
- Mellersta Finlands Regionalbyrå, Jyväskylä
- Birkalands Regionalbyrå, Tammerfors
- Österbottens Regionalbyrå, Vasa (omfattar landskapen: Södra Österbotten, Österbotten och Mellersta Österbotten)
- Päijänne-Tavastlands Regionalbyrå, Lahtis
- Satakunta Regionalbyrå, Huovinrinne, Säkylä
- Egentliga Finlands Regionalbyrå, Åbo. (Obs! Åland är en demilitariserad zon)

## Ingående förband
- Tavastlands regemente i Lahtis
- Pansarbrigaden i Hattula
- Pionjärregementet i Keuru
- Björneborgs brigad i Säkylä
- Artilleribrigaden i Kankaanpää
- Signalregementet i Riihimäki

## Befälhavare
- Generalmajor Kari Siiki (2008-2009)
- Generalmajor Juhani Kääriäinen (2010-2012)
- Generalmajor Pertti Salminen (2012-)